# Litsea richii
Litsea richii är en lagerväxtart som beskrevs av A. C. Smith. Litsea richii ingår i släktet Litsea och familjen lagerväxter. Inga underarter finns listade i Catalogue of Life.